# Xiracavã (Armênia)
Xiracavã (em armênio: Շիրակավան; romaniz.: Širakavan)[a] é uma aldeia do município de Ani, na província de Xiraque, na Armênia. De acordo com o censo de 2011, havia 698 habitantes.

## História
Historicamente, a população de Xiracavã subsiste da pecuária e do cultivo de cereais, forragens e vegetais. Sua infraestrutura consiste numa escola secundária, um clube, uma biblioteca, um cinema, um pavilhão de serviço de alimentação, um parque infantil e um posto médico. Foi rebatizada em 1976 para seu nome atual quando os habitantes da aldeia homônima foram deslocados pela construção do reservatório do Acuriã. Em 1988, foi danificada por um sismo.

## Geografia
Administrativamente, Xiracavã faz parte do município de Ani, na província de Xiraque. Está a 15 quilômetros a nordeste da cidade de Maralique, no lado esquerdo da ferrovia Erevã-Guiumri, na rodovia Erevã-Guiumri. A área circundante é plana e fértil e há reservas de tufo preto. Seu clima é frio e a precipitação é baixa. O abastecimento de água é fornecido por poços e desde o terremoto de Guiumri de 1926, fontes termais afloram.